# 纤葶粉报春
纤葶粉报春（学名：Primula glabra sp. genestieriana）为报春花科报春花属下的一个亚种。

## 扩展阅读
- 維基物種上的相關：纤葶粉报春